# Dhambalin
Dhambalin (« moitié de montagne coupée verticalement ») est un site archéologique du Néolithique situé en Togdheer, province du Nord-Ouest de la Somalie. Cet abri rocheux, de grès, contient de l'art rupestre, représentant divers animaux, comme bêtes à cornes, chèvres, girafes (animal disparu de cette région). Le site présente également les premières images connues de moutons en Somalie .

## Historique
Cette découverte, à l'automne 2007, selon les habitants de Beenyo Dhaadheer, a été étudiée par l'archéologue somalienne Sada Mire, directrice du département d'archéologie au sein du ministère du Tourisme et de la Culture du Somaliland.

## Contexte
Le site de Dhambalin fait partie des dizaines de sites recensés par Sada Mire, datant du Néolithique, aux environs de 3000 av. J.-C.. Ils constituent un lieu important de l'art rupestre préhistorique de la Corne de l'Afrique, en particulier par la représentation de ses cultures pastorales et de la faune de l'époque.

## Protection
L'étude archéologique a été réalisée avec le financement de l'ONU. La reconnaissance du site comme Patrimoine mondial de l’UNESCO n’est pas possible à ce stade, tant que la Somalie n'a pas ratifié la Convention du patrimoine mondial de 1972.
Le site est déclaré en danger de vol en raison d'un manque de mesures de sécurité adéquates.